# Epsilogaster antoniae
Epsilogaster antoniae är en stekelart som beskrevs av Valerio och Whitfield 2004. Epsilogaster antoniae ingår i släktet Epsilogaster och familjen bracksteklar. Inga underarter finns listade i Catalogue of Life.